# Sydney Inner
Sydney Inner – (pl. Sydney Wewnętrzny (Środkowy)), region w Australii, w stanie Nowa Południowa Walia. Centralna część aglomeracji Sydney. Region jest podzielony administracyjnie na Rady (en. Councils), odpowiednik polskich gmin.

## Panorama

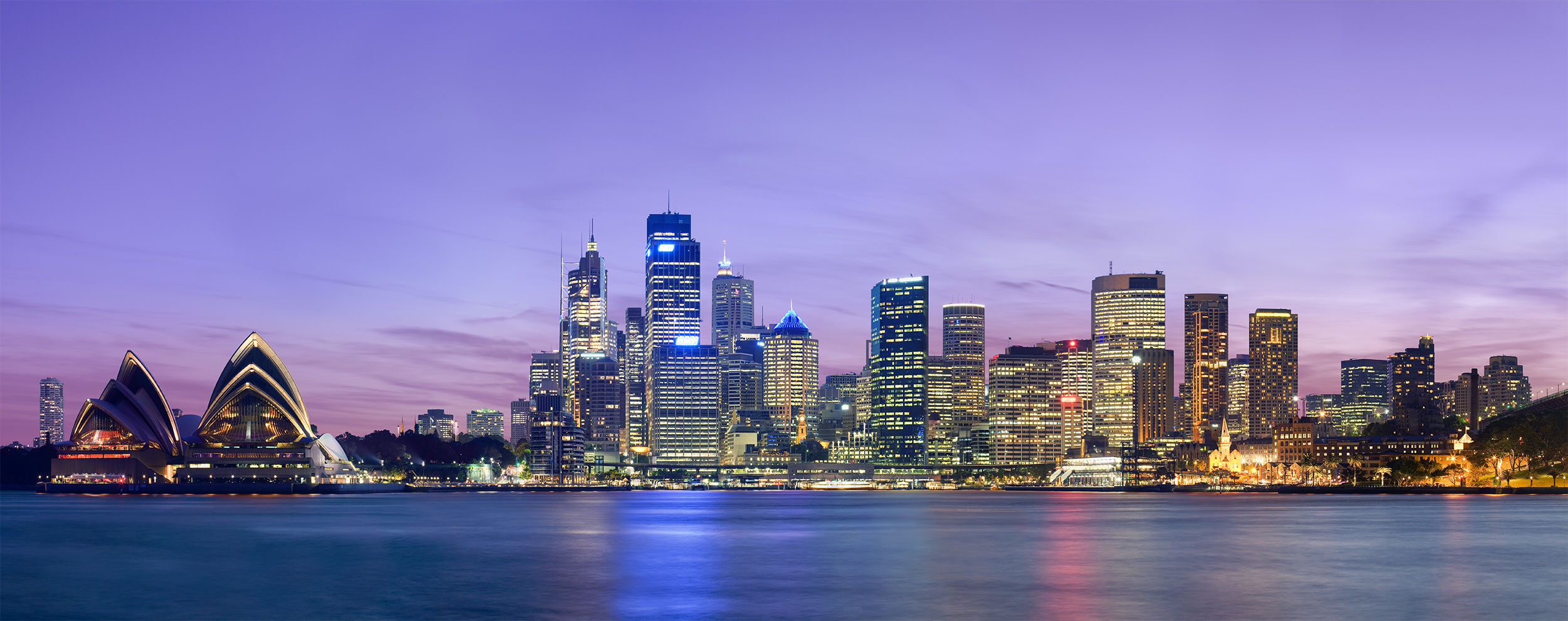

## Rady Sydney Inner
- Ashfield
- Botany Bay
- Burwood
- Canada Bay
- Canterbury
- Hunter’s Hill
- Hurstville
- Kogarah
- Lane Cove
- Leichhardt
- Manly
- Marrickville
- Mosman
- North Sydney
- Randwick
- Rockdale
- Strathfield
- Sydney
- Waverley
- Willoughby
- Woollahra